# Domenico Mancini

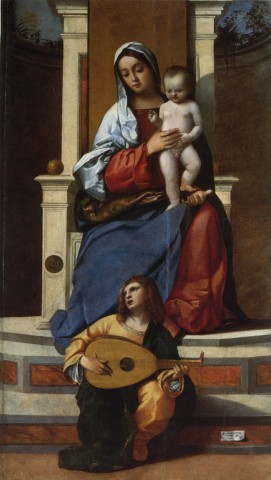
Virgen con Niño y ángel músico, Lendinara.

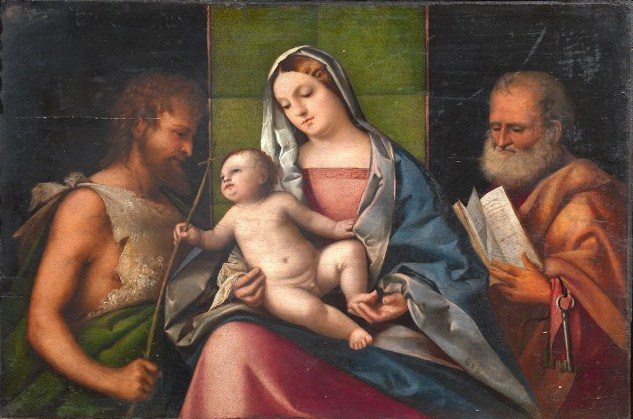
Virgen entronizada con San Pedro y San Juan Bautista

Domenico Mancini (doc. 1511) fue un pintor renacentista italiano probablemente oriundo de Venecia.

## Datos biográficos
No tenemos ningún dato cierto sobre Mancini, excepto la mínima información que nos aporta su Virgen con el Niño y ángel músico, conservada en el Duomo de Lendinara (originalmente fue realizada para la desaparecida iglesia de San Francesco) y firmada "dominicj mancinj/ venetj p / 1511". Es esta una obra básicamente derivativa de las de Giovanni Bellini, principalmente en sus figuras. Sin embargo, el tratamiento del color le aleja del hieratismo belliniano para comunicarle un aire emotivo similar al estilo del joven Tiziano, todavía cercano al arte de Giorgione.
Obras posteriores acentúan el gusto por el color y la sensibilidad se hace más giorgionesca si cabe. A la espera de nuevos descubrimientos que posibiliten un mayor conocimiento de la figura de Mancini, lo poco que sabemos de él permite vislumbrar a un artista de talento, de temperamento ecléctico, esto es, capaz de incorporar a su pintura las novedades que otros introdujeron en el ámbito de la Escuela veneciana, pero dotándolas de un carácter netamente personal.

## Obras destacadas
- Virgen entronizada con San Pedro y San Juan Bautista (1500-1507, antes en Colección Gamba, Florencia)
- Virgen con el Niño y ángel músico (1511, Santa Sofía de Lendinara)[1]
- Retrato masculino (1512, Colección Grafton, Londres)[2]
- Sacra conversación con donante (c. 1525, Museo del Louvre, París), obra a veces atribuida a Sebastiano del Piombo.